# Fremri-Hraunkúla
Fremri-Hraunkúla är en kulle i republiken Island. Den ligger i regionen Norðurland vestra, 170 km nordost om huvudstaden Reykjavík. Toppen på Fremri-Hraunkúla är 757 meter över havet, eller 78 meter över den omgivande terrängen. Bredden vid basen är 2,1 km.
Trakten runt Fremri-Hraunkúla är nära nog obefolkad, med mindre än två invånare per kvadratkilometer. Det finns inga samhällen i närheten. Trakten runt Fremri-Hraunkúla består i huvudsak av gräsmarker.